# Oro nero
Pour plus de détails, voir Fiche technique et Distribution.
Oro nero est un film italien réalisé par Enrico Guazzoni, sorti en 1942.

## Fiche technique
- Titre français : Oro nero
- Réalisation : Enrico Guazzoni
- Scénario : Silvano Castellani, Pietro Lissia et Amleto Palermi
- Photographie : Giuseppe La Torre
- Montage : Ines Donarelli
- Musique : Alberto Paoletti
- Pays d'origine : Royaume d'Italie
- Format : Noir et blanc - Mono
- Genre : drame
- Date de sortie : 1942

## Distribution
- Juan de Landa : Pietro
- Carla Candiani : Grazia
- Piero Pastore : Marco
- Friedrich Benfer : Nicola
- Mara Landi : Marta
- Giuseppe Rinaldi : Carlo Marini
- Elena Altieri : L'amie de Marta
- Carlo Romano